# Navigatie

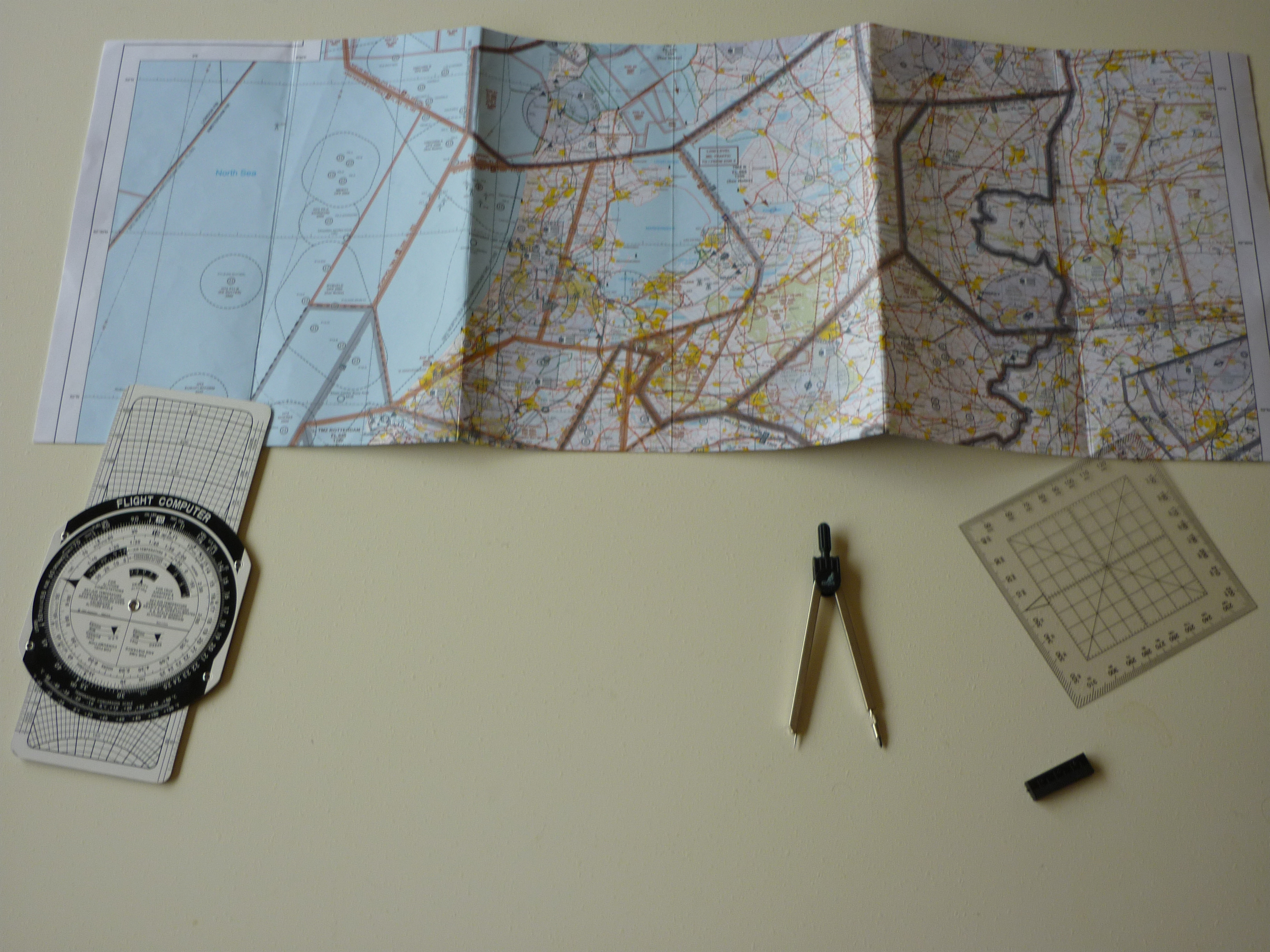
hulpmiddelen bij de planning van de navigatie door het Nederlandse luchtruim

Navigatie is de vaardigheid van het plannen en volgen van een route, waarbij een persoon zich vanuit een bepaalde startplaats naar de plaats van bestemming verplaatst. Het woord 'navigatie' is afgeleid uit de Latijnse woorden navis, dat schip betekent, en agere, dat bewegen of sturen betekent.

## Onderdelen
In de navigatie zijn de belangrijkste onderdelen:
- plaatsbepaling
- het naar aanleiding daarvan uitzetten van een koers richting de bestemming en
- rekening houden met gunstige of ongunstige factoren die men onderweg tegenkomt of zou kunnen tegenkomen.

Bij de plaatsbepaling zijn de nauwkeurigheid, de waarnemings- en verwerkingstijd en de interval tussen de waarnemingen van belang. De positie wordt bepaald met meerdere positielijnen. Dit kan door de navigator zelf gebeuren met een navigatie-instrument, zoals bij zichtpeilingen of astronavigatie. Sinds de Tweede Wereldoorlog zijn deze instrumenten uitgebreid met volledige navigatiesystemen waarbij de positie bepaald wordt met weinig en sinds de opkomst van de computer geen inbreng van de navigator zoals met bijvoorbeeld gps. Indien geen directe positie kan worden bepaald, wordt wel van het gegist bestek gebruikgemaakt.
Andere navigatiehulpmiddelen zijn een kompas, de land- of zeekaart, de passer en parallelliniaal, en de chronometer, of externe navigatiemiddelen zoals radar en eventueel een heel verkeersleidingssysteem.
De koers en afstand richting de bestemming kan met loxodroomnavigatie of grootcirkelnavigatie worden  bepaald.

## Geschiedenis van de navigatie
Aanvankelijk voeren zeelieden alleen dicht onder de kust en bepaalden hun plaats en koers aan de hand van markante punten op de wal. Dit werd bemoeilijkt door mist of een donkere nacht. Vuurtorens maakten het makkelijker, de bepaalde bodemtypen te herkennen, soms zelfs door te proeven van de modder, informatie over de plaats te winnen. Ook de waterdiepte (in vadem) geeft informatie: in Handelingen 27:28-29 meten de zeelui een verminderde diepte, en dat doet vermoeden dat land in de buurt is, wat men door de duisternis niet kan zien.
De koers kon worden bepaald aan de hand van zon en sterren, maar ook dat kon natuurlijk alleen bij helder weer. De vermelding in Handelingen geeft aan dat de zeelui geen enkele indicatie hadden over de koers. Het magnetisch kompas, dat eeuwenlang een belangrijke koersindicator was, bestaat pas sinds de 12e eeuw.
Een plaats op zee, overal op aarde, is door de breedtegraad en de lengtegraad bepaald. Beide worden in graden uitgedrukt, niet in kilometers of mijlen. De breedte is vrij makkelijk te bepalen: door de hoek tussen de zon en de horizon op het hoogste punt van de schijnbare zonnebaan te meten kan deze vrij eenvoudig worden afgeleid. Ook andere hemellichamen met een bekende positie, zoals de poolster, kunnen hiervoor worden gebruikt. Hiervoor werden, in chronologische volgorde, het astrolabium, de jakobsstaf en de sextant gebruikt. De lengte is lastiger: Voor de bepaling van de lengtegraad uit de hoogte van de zon moet men een zeer nauwkeurige tijdsbepaling hebben en dat was eeuwenlang een belangrijk probleem. Pas omstreeks 1762 werd de eerste voldoende nauwkeurige chronometer voor dit doel gemaakt, door John Harrison.
Door een dicht wolkendek kan het onmogelijk zijn om een ster te schieten. Slecht zicht kan er ook voor zorgen dat kenbare punten aan de wal niet goed zijn waar te nemen. Men navigeert dan volgens een gegist bestek. Vanuit de laatst bekende positie, bijvoorbeeld verkregen uit een stersbestek, zet men de sindsdien gevaren koers en afstand uit. Dit wordt natuurlijk onnauwkeuriger naarmate de verstreken tijd sinds de laatste bekende verblijfplaats groter is. Ook is het een probleem als het effect van wind en stroom niet goed bekend is.
Vroeger werd gebruikgemaakt van een sleeplog om de vaart door het water te bepalen. Dit was een niet al te nauwkeurig instrument, waardoor de gegiste positie vaak enorm afweek van de werkelijke positie. Een andere manier is het gissen buitenboord. Tegenwoordig wordt veel gebruikgemaakt van elektromagnetische loggen, gebaseerd op de lorentzkracht, of dopplerloggen. Het dopplerlog kan, afhankelijk van de waterdiepte, ook de vaart over de grond meten.
De richting was met het magnetische standaardkompas redelijk goed te bepalen. De introductie van het gyroscopisch kompas was een behoorlijke verbetering, doordat dit niet gehinderd wordt door variatie en deviatie. Zeer geavanceerde instrumenten zijn het ringlasergyrokompas en het fibre optic gyrokompas.

## Radionavigatie
Een van de eerste systemen voor luchtvaartnavigatie om nauwkeurig en betrouwbaar de positie te bepalen, onafhankelijk van weersomstandigheden, was via radiobakens. Deze radiobakens bevinden zich op een vaste plaats op aarde, waarvan de precieze coördinaten bekend zijn. Wanneer schepen een signaal ontvangen van een radiobaken, kunnen ze met behulp van een radiorichtingzoeker aan boord bepalen vanuit welke richting het signaal van het baken komt. Als een schip signalen van minimaal twee radiobakens heeft ontvangen, kan precies bepaald worden waar het schip zich bevindt (zogenaamde kruispeiling). De nauwkeurigheid neemt toe naarmate meer bakens kunnen worden ontvangen, en de hoeken tussen de gepeilde richtingen zo recht mogelijk zijn. De nauwkeurigheid van dit systeem was echter nog niet zo groot.
Voor de Tweede Wereldoorlog werd in Duitsland het Ultrakurzwellen-Landefunkfeuer (LFF) of Lorenz-systeem ontwikkeld als Instrument Landing System. Dit systeem werkte via Morse. Twee zenders, die beiden langs de landingsbaan gericht stonden, zonden een signaal uit. De ene zond punten uit, de andere streepjes. In het midden overlapten de signalen elkaar, zodat de landingsbaan met redelijke nauwkeurigheid gevonden kon worden.

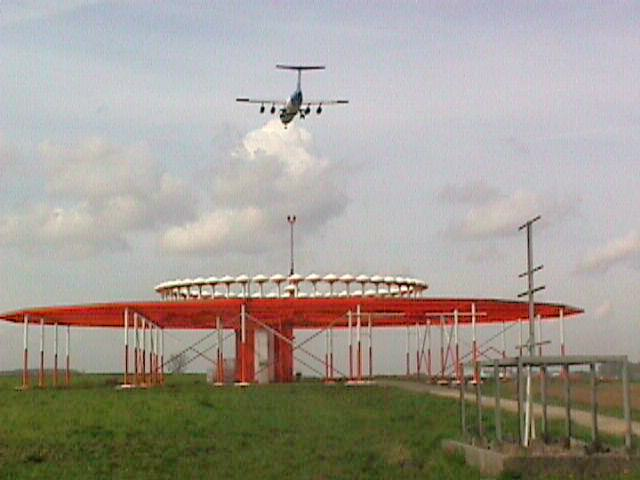
VOR-DME BUB (Brussel luchthaven Zaventem)

De volgende stap was VHF Omnidirectional Range, of VOR. Hierbij wordt het continue signaal van een masterzender vergeleken met een roterend slavestation. Door het faseverschil te meten, kan een hoek bepaald worden die in theorie nauwkeuriger is dan via radiobakens.
Tijdens de Tweede Wereldoorlog werden in Groot-Brittannië meerdere systemen ontwikkeld om de nauwkeurigheid te vergroten. Dit waren onder andere Gee en DECCA. In de Verenigde Staten werd hieruit LORAN-A ontwikkeld, later LORAN-C. Dit zijn zogenaamde hyperbolische plaatsbepalingssystemen. Hierbij werd het faseverschil (DECCA) of het tijdsverschil (Gee en LORAN) bepaald tussen een master- en een slavezender. Dit levert een hyperbool op als mogelijke positielijn. Door gebruik te maken van minimaal twee slavezenders, kan de positie bepaald worden. Deze zou moeten liggen op de snijding van de hyperbolen.
In 1960 lanceerde de Amerikaanse marine het TRANSIT- of NAVSAT-systeem (Navy Navigation Satellite System). Hierbij werd gebruikgemaakt van het dopplereffect om de positie te bepalen. Nadeel hierbij was dat er slechts eens in de paar uur een positie kon worden bepaald.
Vanaf 1978 begon het Amerikaanse ministerie van defensie satellieten te lanceren voor het NAVSTAR GPS (Navigation Signal Timing and Ranging Global Positioning System), beter bekend als kortweg gps. Hierbij worden de pseudoranges gemeten tot de satellieten. De positie zou theoretisch moeten liggen op de snijding van denkbeeldige bollen rond de satellieten. De straal van deze bollen is gelijk aan de tijdverschil tussen het zenden en ontvangen, vermenigvuldigd met de snelheid van het licht plus een onbekende constante afstand als gevolg van het niet gelijklopen van de klok in de satelliet en de ontvanger.
Voor toepassingen die grotere nauwkeurigheid vereisen dan mogelijk is met gps – normaal tussen 5 en 15 meter – wordt met behulp van differential GPS de nauwkeurigheid opgeschroefd. Er zijn verschillende methodes, sommige met een nauwkeurigheid van enkele millimeters, zoals RTK – al is dit door het beperkte bereik niet goed geschikt voor de navigatie. Een modern DGPS-systeem is ontwikkeld door de Technische Universiteit te Delft onder de naam Eurofix (2004). Hierbij wordt het correctiesignaal verzonden door Loran-C-stations. Het correctiesignaal wordt gemoduleerd op het Loran-C-signaal. Voordeel hierbij is redundantie, doordat er ook nog gewoon genavigeerd kan worden op enkel het Loran-C-signaal. Voor gebruik in Dynamic Positioning wordt vaak gebruikgemaakt van commerciële DGPS van bedrijven als Fugro die differentiaalsignalen versturen via een satelliet, wat het mogelijk maakt om meerdere referentiestations te combineren.
De Russische versie van gps is GLONASS. Vanaf 1982 werd begonnen met de lancering van de satellieten. Door de economische malaise werd het echter sterk verwaarloosd, waardoor het eind jaren negentig buiten gebruik raakte. In 2001 werd besloten om het systeem weer operationeel te maken. Sinds 2011 is het systeem weer wereldwijd bruikbaar. 
Galileo is het Europese antwoord op gps en zou in 2021 volledig operationeel moeten zijn. De nauwkeurigheid van de nu al beschikbare standaard service wordt vergelijkbaar met gps. De geplande gratis high-accuracy service zou een nauwkeurigheid van minder dan een meter zou moeten geven.